# Tangled Up in Blue
"Tangled Up in Blue" er en sang af Bob Dylan. Sangen blev indspillet af Bod Dylan den 30. december 1974 og udgivet som single i januar 1975. Sangen er endvidere udgivet på albummet Blood on the Tracks i 1975.
Som single nåede sangen nr. 31 på den amerikanske singlehitliste Billboard Hot 100. Det amerikanske musikmagasin Rolling Stone har optaget sangen som nr. 68 på magasinets liste over de 500 bedste sange gennem tiderne.
"Tangled Up in Blue" var en af fem sange fra Blood on the Tracks som Dylan oprindelig indspillede i New York City i september 1974 og herefter genindspillede i Minneapolis i december samme år; indspilningen fra december 1974 var den udgave, der kom med på albummet og som blev udgivet som single.
Ifølge forfatteren Ron Rosenbaum har Bob Dylan på et tidspunkt fortalt ham, at han skrev "Tangled up in Blue" efter at have tilbragt en weekend med intensiv lytning af Joni Mitchells album fra 1971 Blue.

## Andre indspilninger
Sangen blev i 1982 genindspillet af Kim Larsen & Jungledreams og udgivet på albummet Sitting on a Time Bomb.